# Astragalus grahamianus
Astragalus grahamianus es una especie de planta del género Astragalus, de la familia de las leguminosas, orden Fabales.

## Distribución
Astragalus grahamianus se distribuye por India, Cachemira paquistaní, Jammu y Cachemira.

## Taxonomía
Fue descrita científicamente por Benth. ex Royle.